# Embankment (metropolitana di Londra)
Embankment è una stazione della metropolitana di Londra, servita dalle linee Bakerloo, Circle, District e Northern.

## Storia
Inaugurata il 30 maggio 1870, fu nota inizialmente come Charing Cross sulla linea District fino al 1915, Embankment sulla linea Bakerloo tra il 1906 ed il 1914 e Charing Cross (Embankment) sulla Bakerloo e Northern nel 1914-1915.
Dal 1915 al 1974 è stata denominata Charing Cross e tra il 1974 ed il 1976 Charing Cross Embankment.
Il 17 maggio 1938, a causa di un difetto di segnalazione, si verificò uno scontro sulla Circle Line tra due treni nelle vicinanze della stazione. Sei passeggeri morirono e 43 rimasero feriti nell'incidente.

### Il caso di Margaret McCollum
A dare la voce a «mind the gap» era stato il defunto marito di Margaret McCollum, una donna inglese sposata con l'attore Oswald Laurence. A seguito della sua morte, la signora aveva preso l'abitudine di passare nella stazione di Embankment per poter ascoltare ancora le parole del marito. Lo ha fatto ogni giorno fino al novembre del 2012, quando è stato introdotto un nuovo annuncio creato al computer. Margaret ha subito inoltrato un reclamo alla TfL per richiedere almeno una copia dell’annuncio inciso dal marito. Nigel Holness, direttore della compagnia, racconta di essere rimasto talmente colpito dalla sua richiesta da aver deciso, insieme al proprio staff, non soltanto di accontentarla, ma anche di ripristinare il vecchio annuncio alla stazione di Embankment.